# Chionaema vulcanica
Chionaema vulcanica är en fjärilsart som beskrevs av Rothschild 1916. Chionaema vulcanica ingår i släktet Chionaema och familjen björnspinnare. Inga underarter finns listade i Catalogue of Life.